# Mặt phẳng nghiêng

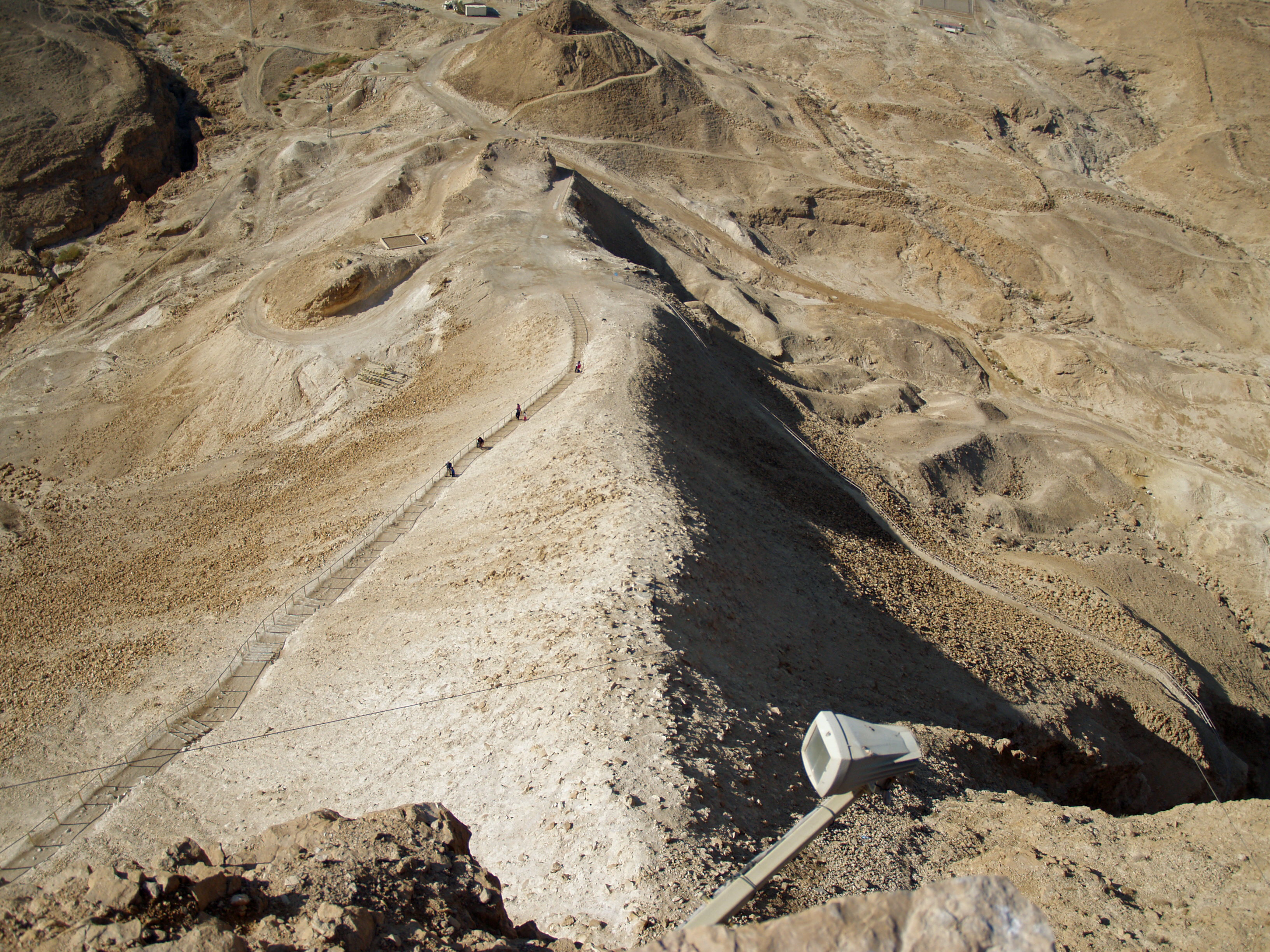
Binh lính La Mã đắp 1 mặt phẳng nghiêng để bao vây Masada trong chiến tranh Do Thái-La Mã đầu tiên năm 73 sau công nguyên.

Mặt phẳng nghiêng là một trong 6 máy đơn giản; như tên gọi của nó, nó là mặt phẳng với các điểm đầu cuối có độ cao khác nhau. Khi di chuyển một vật nặng đi lên tới độ cao cho trước bằng mặt phẳng nghiêng so với nâng vật theo phương thẳng đứng, thì lực đẩy nhỏ hơn so lực nâng thẳng đứng nhưng lại mất một đoạn đường dài để đẩy. Hiệu suất cơ học của mặt phẳng nghiêng là tỉ số giữa chiều cao trên độ dài của mặt phẳng nghiêng; điều này cũng có thể biểu diễn theo hàm lượng giác của góc giữa mặt phẳng và phương ngang. Theo định luật bảo toàn năng lượng, công để nâng vật lên một độ cao cho trước theo phương thẳng đứng và dùng mặt phẳng nghiêng là như nhau (nếu không kể mất mát vì ma sát) nhưng mặt phẳng nghiêng giúp ta lợi về lực khi đẩy trên khoảng cách lớn.

## Tính lực tác dụng lên vật nằm trên mặt phẳng nghiêng

Ghi chú:
N = Lực pháp tuyến vuông góc với mặt phẳng
m = Khối lượng của vật
g = Gia tốc trọng trường
θ (theta) = Góc giữa mặt phẳng và phương ngang
f = Lực ma sát của mặt phẳng nghiêng

Để tính lực tác dụng lên một vật trên mặt phẳng nghiêng, xét 3 lực:
1. Mặt phẳng nghiêng tác dụng lên vật lực pháp tuyến (N) do lực của hấp dẫn bằng mg cos θ
2. Lực hấp dẫn tác dụng lên vật (mg, theo phương thẳng đứng) và
3. Lực ma sát (f) tác dụng lên vật có phương song song với mặt phẳng.

Ta phân tích vectơ trọng lực thành 2 vectơ, một vectơ vuông góc với mặt phẳng và một vectơ song song với mặt phẳng. Do không có chuyển động vuông góc với mặt phẳng, thành phần trọng lực của vật theo phương này (mg cos θ) phải bằng và ngược dấu với lực pháp tuyến tác dụng bởi mặt phẳng, N. Nếu thành phần còn lại của trọng lực song song với mặt phẳng (mg sin θ) lớn hơn lực ma sát tĩnh fs – thì vật sẽ trượt xuống dưới với gia tốc (g sin θ − fk/m), với fk là lực ma sát – ngược lại vật sẽ đứng im trên mặt phẳng.
Khi góc nghiêng (θ) bằng 0, sin θ cũng bằng 0 và vật đứng im.